# هيئة المكتبات
هيئة المكتبات هي هيئة حكومية سعودية تأسست في فبراير 2020، ومقرها في العاصمة الرياض.

## الأهداف
تهدف الهيئة لتطوير المكتبات في السعودية وتوفير بيئة محفزة للقراءة.

## المبادرات

### مبادرة تطوير المكتبات العامة
هي مبادرة أعلن عنها في 18 يونيو 2020، وتتولى إدراتها هيئة المكتبات، بغية تحويل المكتبات العامة إلى منصات ثقافية، تدعم المعرفة والمشاركة والتفاعل مابين الأفراد من مختلف شرائح المجتمع. تعتزم المبادرة إنشاء 153 مكتبة عامة في المناطق السعودية، وذلك على مرحلتين، بحيث تكتمل 13 مكتبة في عام 2022، وتنجز البقية بحلول 2030.

### مبادرة تطوير قطاع المكتبات
أطلقت هيئة المكتبات في 27 مايو 2021، إستراتيجيتها لتطوير قطاع المكتبات في المملكة وفق رؤية جديدة تستهدف الإرتقاء بالمكتبات وتطويرها وتحويلها من مجرد وعاء معلوماتي إلى منصات ثقافية شاملة تحتضن الأنشطة والفعاليات الجاذبة لأفراد المجتمع، إلى جانب دورها الأساسي المرتبط بتنمية العادات القرائية وإثراء المعرفة، ورفع مستوى الوعي المعلوماتي.
الإستراتيجية تضمنت مبادرات متعددة تخدم القطاع والشركاء وعموم المجتمع إيماناً بالدور المحوري الذي تقوم به المكتبات في تحقيق مستهدفات وزارة الثقافة المبنية على أهداف رؤية المملكة 2030 بوصفها منصات ثقافية تنموية تشاركية في بيئة جاذبة، تعمل على تنمية القدرات، وضمان التعليم المستمر، وتطوير الأعمال، والإبتكار، والإختراع وتنمية القوى العاملة، وضمان التبادل والتعاون الدولي المعرفي.

### مسموع
دشنت هيئة المكتبات مشروع مسموع تزامناً مع معرض الرياض الدولي للكتاب 2022، ويختص المشروع بالمحتوى الصوتي للكتب، ويقدم بطريقة تفاعلية للحضور من خلال كبائن تتيح للزوار الاستماع والتصفح. وفي 24 مايو2023 أعلنت الهيئة عن إطلاق المرحلة الثانية من مشروع كبائن المكتبة الصوتية "مسموع" في أماكن التجمعات، وتنطلق المرحلة الثانية من مدينة الأحساء، ثم تليها مدن: الدمام، والخبر، والرياض، وجدة، وذلك ضمن مبادرة تقديم خدمات المكتبات في أماكن التجمعات.

### منصة الكتب الرقمية
في 20 يونيو 2023 أعلنت هيئة المكتبات إطلاق "منصة الكتب الرقمية" التي تُمكّن مستخدميها من الوصول إلى عددٍ كبير من الكتب الصوتية والرقمية، فضلاً عن مختلف المحتويات الرقمية الأخرى المتاحة على منصة إلكترونية واحدة، كما تتيح استعارة الكتب مجاناً.

### مناول
في يويلو2023، أطلقت هيئة المكتبات مبادرة "مناول"، بهدف تعزيز القراءة والثقافة والمعرفة لدى مختلف شرائح المجتمع، من خلال جهاز ذاتي الخدمة، يمثل مكتبة مصغرة، تتيح إعارة الكتب واستعادتها بشكل آلي.

### بالشعر أُلوّن حياتي
في أغسطس 2023، أطلقت هيئة المكتبات مبادرة "بالشعر أُلوّن حياتي" بمحافظة الطائف، تتضمن 4 مسارات وهي:
- حائط الشعر
- ورش تعليمية
- مسرح التلحين والغناء الجماعي
- قراءة قصائد شعرية

### إتاحة المخطوطات
في يوليو2021، أعلنت هيئة المكتبات عن خدمة "إتاحة المخطوطات" على موقعها الإلكتروني، لتوفير الوقت والجهد على المستخدمين، بالاطلاع على المخطوطة، وجميع التفاصيل المتعلقة بها، التي تشتمل على: صورة من المخطوطة، وعنوانها، ووصفها، وموضوعها، واسم المؤلف كاملًا، وتاريخ وفاته، وبداية المخطوطة ونهايتها، واسم الناسخ، ونوع الخط، وعدد أوراقها ومقاسها، واللغة التي نسخت بها، ومكان حفظها، ورقم الحفظ، بالإضافة إلى ملاحظاتٍ عامةٍ حولها.

## الاتفاقيات
في مارس 2021، وقَّعت هيئة المكتبات، اتفاقيةً مع مكتبة الملك عبد العزيز العامة، لإتاحة المخطوطات الأصلية بشكل رقمي عبر منصة إلكترونية موحدة، وذلك ضمن مشروع الهيئة لإتاحة المخطوطات التي تملكها المكتبات السعودية، وتعد هذه الاتفاقية الثانية بعد الاتفاقية مع مكتبة الملك فهد الوطنية.
حيث تسعى هيئة المكتبات من خلال مبادرة "إتاحة المخطوطات الأصلية المرقمنة" إلى الإسهام في النمو الثقافي والاقتصادي لقطاع المخطوطات وحفظ التراث المخطوط، إلى جانب إنشاء فهارس للمخطوطات العربية والإسلامية، التي يحتفظ بها أرشيف المكتبات في المملكة.

## مجلس الإدارة
تمتد عضوية المجلس لثلاث سنوات قابلة للتجديد، وتُعقد اجتماعاته أربع مرات في العام أو كلما دعت الحاجة. ويتولى مجلس الإدارة إصدار القرارات اللازمة لتحقيق أهداف الهيئة وفق صلاحياته، والإشراف على تنفيذ استراتيجياتها، وإقرار السياسات المتعلقة بنشاطها.
في 20 يوليو 2020 م، أعلنت وزارة الثقافة عن تشكيل مجلس إدارة هيئة المكتبات برئاسة صاحب السمو الأمير بدر بن عبد الله بن فرحان وزير الثقافة، ونائب وزير الثقافة الأستاذ حامد بن محمد فايز عضواً ونائباً لرئيس المجلس، وعضوية كل من الأستاذ فيصل بن عبد الرحمن بن معمر، والدكتور فيصل بن عبد العزيز التميمي، والدكتورة نهى عدلي عطيه، والدكتور جون فان أودينارين، وأمين مكتبة الملك فهد الوطنية محمد بن عبد العزيز الراشد.
في 7 مارس 2024، أعيد تشكيل مجلس إدارة الهيئة وضم أمين مكتبة الملك فهد الوطنية، والأستاذ فيصل بن عبدالرحمن المعمر، والدكتور فيصل بن عبدالعزيز التميمي، والدكتور جون فان أودينارين.

## وصلات خارجية
- الموقع الرسمي